# Edraianthus niveus
Edraianthus niveus là loài thực vật có hoa trong họ Hoa chuông. Loài này được Beck mô tả khoa học đầu tiên năm 1893.